# داورزن
داورزن شهری در غرب استان خراسان رضوی در شرق ایران قرار دارد. این شهر، مرکز شهرستان داورزن است. طبق آخرین آمار جمعیت این شهر ۲٬۷۴۴ نفر اعلام شده است.
از مکان‌های دیدنی این شهر می‌توان بنای تاریخی مسجد جامع، یخدان‌های خشتی، امام‌زاده سه تن و سی‌وهفت پل را نام برد.

## وجه تسمیه
در وجه تسمیهٔ این بخش، به نام داورزن اقوال گوناگونی وجود دارد:
- الف: از آنجا که در قدیم مردم جهت استفاده از سیلاب‌های فصلی، استخر می‌ساختند، و خانه‌های خویش را دور آن بنا می‌کردند، برای استفاده از آب مجبور به دور زدن استخر بوده‌اند که کم‌کم نام این منطقه دورزن شده، و به دلیل کثرت استعمال به داورزن تغییر یافته است.

- ب: و اما بعد: حاکم نیشابور، برای جمع‌آوری مالیات، مستوفیان را به این منطقه می‌فرستد، در آن میان زنی به علت عدم توانایی پرداخت وجوه مربوط به حاکم شکایت می‌برد و تقاضای تخفیف می‌نماید. حاکم با استدلال متقن و جالب او قانع می‌شود و خطاب به وی می‌گوید، تو خود داوری عاقل و عادل می‌باشی و نیازی به اعزام داور به منطقه جهت ارزیابی نیست. کم‌کم در زبان عمال حکومتی و سپس در میان مردم عامه، این منطقه به داورزن شهرت می‌یابد.

شعری است منسوب به شیخ حسن داورزنی از مشاهیر داورزن که شخصی در مورد داورزن از او پرسش می‌کند:
داورزنی ای بزرگ استاد سخن
بنمای ز لطف، حل این مشکل من
با آنکه به هر جای بود داور مرد
از چیست شده شهر شما داور زن
و شیخ پاسخ می‌دهد:
از بس که جنایت شده از داور مرد
زین رو شده اسم شهر ما داور زن

## جمعیت
بر پایه سرشماری عمومی نفوس و مسکن در سال ۱۳۹۵ جمعیت این شهر ۲٬۷۴۴ نفر (در ۸۸۵ خانوار) بوده است.

## فرهنگ و مذهب
مردم داورزن به زبان فارسی خراسانی با گویش سبزواری صحبت می‌کنند. مردم این شهر شیعه مذهب هستند.